# Google Segueix el Pare Noel
Google Segueix el Pare Noel (en anglès Google Santa Tracker) és un programa d'entreteniment amb temàtica nadalenca llançat l'any 2004 per Google, que simula el seguiment del Pare Noel durant la Nit de Nadal, i abans d'això permet als usuaris jugar, veure, i aprendre a través de petits vídeos i minijocs disponibles tot l'any, des de llavors s'han dut a terme diverses actualitzacions fins a arribar al Google Segueix el Pare Noel actual. Va ser inspirat pel seu rival NORAD Tracks Santa, que ha operat des de 1955.

## Com funciona el lloc
Google Segueix el Pare Noel és un web i una aplicació mòbil ambientada amb temàtica nadalenca. Està disponible i es pot utilitzar en qualsevol moment de l'any gràcies als seus diferents jocs interactius i vídeos animats. En el moment en el qual es visita el lloc, es pot observar un comptador amb un compte regressiu que indica quant temps queda perquè el Pare Noel surti amb els seus rens del pol Nord.
Cada Nit de Nadal, s'activa una funció que dura aproximadament un dia en la qual Google Segueix el Pare Noel comença a simular el rastreig d'aquest amb el seu trineu. El mapa mostra com el Pare Noel viatja per tot el planeta fent parades per diverses ciutats del món i va lliurant regals a les ciutats que visita. Ell viatja aproximadament un ús horari a l'oest per hora. El Pare Noel inicia el seu viatge pel món des del pol Nord, realitza la seva primera parada en la localitat russa de Providéniya, passades més de 24 hores arriba a la seva última destinació repartint regals a les illes estatunidenques de Hawaii i des d'allà parteix cap al Pol Nord per a finalitzar la seva travessia mundial.
Per cada ciutat que el Pare Noel visita, els primers paràgrafs del corresponent article en Viquipèdia són mostrats, donant una visió resumida de la ciutat. El lloc web també mostra fotos amb la ciutat en el fons i amb el Pare Noel o els seus ajudants en primer pla. Al costat d'aquestes dades, es mostra un comptador que assenyala la quantitat de regals que ha lliurat, el temps que li falta per a arribar a la seva pròxima destinació o anar-se de la seva actual localització, i el nom de la pròxima ciutat que visitarà. La informació del clima és presa de The Weather Channel.
En el context de la pandèmia de COVID-19 (2020-2021), el Pare Noel, la Mare Noel, els elfs i altres acompanyants nadalencs van portar màscaretes instant a respectar les mesures de bioseguretat enfront de l'alta incidència de contagis al voltant del món a causa de la malaltia ocasionada pel SARS-CoV-2.